# 草甸碎米荠
草甸碎米荠（学名：Cardamine pratensis）为十字花科碎米荠属的植物。分布于欧洲、亚洲、美洲以及中国大陆的西藏、内蒙古、黑龙江等地，生长于海拔300米至1,100米的地区，多生在林区、河边、溪旁、湿润草原或林缘湿地，目前尚未由人工引种栽培。

## 别名
诺古间-照古其（蒙古）